# Joachim Olsen
Joachim Brøchner Olsen (Aalborg, 31 de maio de 1977) é um político dinamarquês e antigo atleta de classe mundial, na especialidade do arremesso de peso e também competente arremessador de disco. De entre os sucessos alcançados na sua carreira, destaca-se a medalha de bronze que ganhou nos Jogos Olímpicos de 2004 (posteriormente elevado a medalha de prata). 

## Carreira desportiva
Nos Jogos Olímpicos de 2008, em Pequim, Olsen foi escolhido para porta-bandeira da equipa dinamarquesa na cerimónia de abertura celebrada a 8 de agosto. Porém, uma semana mais tarde, acabaria por ficar de fora da final ao fazer apenas 19.74 m nas qualificações. Este acontecimento, aliado ao aparecimento de uma hérnia discal, precipitou o fim da sua carreira desportiva.
Após a desclassificação do ucraniano Yuri Bilonoh nas Olimpíadas de 2004 por doping comprovado no final de 2012, Olsen foi realocado a medalha de prata no arremesso de peso em março de 2013.

## Carreira política
Olsen candidatou-se e foi eleito para o Parlamento da Dinamarca nas eleições legislativas de 2011, representando a Aliança Liberal no círculo da Grande Copenhaga.